# Гужвинское
Гужвинское, до ВОВ Шейки (укр. Гужвинське) — село,
Борковский сельский совет,
Змиёвский район,
Харьковская область, Украина.
Код КОАТУУ — 6321780502. Население по переписи 2001 года составляет 56 (26/30 м/ж) человек.

## Географическое положение
Село Гужвинское находится в 4-х км от реки Джгун (правый берег), примыкает к сёлам Кирюхи, Федоровка, Борки.
К селу примыкает небольшой лесной массив урочище Гужвинское (дуб), на расстоянии в 1-м км проходит железная дорога, ближайшие станции Борки — 2,5 км и Липковатовка — 3,5 км.

## История
- 1659 — дата основания Борок.
- В 1940 году хутор назывался Шейки; на нём были 4 двора.[1]